# Madagondanahalli, Tumkur
Madagondanahalli là một làng thuộc tehsil Tumkur, huyện Tumkur, bang Karnataka, Ấn Độ.